# Elezioni regionali in Sicilia del 1959
Le elezioni per il rinnovo dell'Assemblea Regionale Siciliana si sono svolte il 7 giugno 1959. L'affluenza è stata dell'85,7%.

## Storia
L'esperimento del presidente Silvio Milazzo, ossia formare un governo con comunisti, missini e cristiano-sociali mandando la DC all'opposizione, viene parzialmente indebolito da queste consultazioni: l'Unione Siciliana Cristiano Sociale, ossia il partito fondato dal governatore, ottenne un discreto successo ma venne svantaggiata dal sistema elettorale isolano (ad esempio, ottenne più preferenze ma meno seggi rispetto al PSI) mentre lo Scudo Crociato nonostante la scissione accaparrò la stessa percentuale della volta precedente.
Il politico di Caltagirone riuscì a rimanere presidente ma dovette fare i conti con la non disponibilità a supportarlo dell'MSI: ne presentarsi alle elezioni del 1959, infatti, il Movimento Sociale Italiano aveva firmato un patto anti-comunista con la Democrazia Cristiana, mentre PSI e PCI avevano confermato il rapporto con l'Unione Siciliana Cristiano Sociale. Per la prima volta, la politica siciliana cominciava a dividersi tra una soluzione di centro-sinistra, incarnata dalla seconda fase del Milazzismo ed una di centro-destra, che vedeva la Dc collaborare con missini e con i monarchici del Partito Democratico Italiano. Il 23 febbraio del 1960 Milazzo subì però il "tradimento" del suo vice (nonché assessore alle finanze) Benedetto Majorana della Nicchiara, che passò alla DC e divenne presidente della Regione: dopo un breve ritorno allo schema politico centrista, la Sicilia aprì la strada ad una nuova maggioranza di governo imperniata sull'apertura della Dc alla sinistra (segnatamente al Psi, con l'esclusione dei comunisti), da cui scaturì il governo di Giuseppe D'Angelo, primo centro-sinistra regionale in Italia.

## Risultati
| Partito                            | Partito                                 | Risultati | Risultati | Risultati | Seggi | Seggi   |
| Partito                            | Partito                                 | Voti      | %         | ±         | Num   | ±       |
| ---------------------------------- | --------------------------------------- | --------- | --------- | --------- | ----- | ------- |
|                                    | Democrazia Cristiana                    | 937 734   | 38,60     | 0,02      | 34    | 3       |
|                                    | Partito Comunista Italiano              | 476 151   | 19,60     | 1,16      | 19    | 1       |
|                                    | Unione Siciliana Cristiano Sociale      | 257 023   | 10,58     | n.d.      | 9     | n.d.    |
|                                    | Partito Socialista Italiano             | 237 708   | 9,79      | 0,09      | 11    | 1       |
|                                    | Movimento Sociale Italiano              | 183 788   | 7,57      | 1,99      | 9     | Stabile |
|                                    | Partito Democratico Italiano            | 115 296   | 4,75      | 7,97      | 3     | 6       |
|                                    | Partito Liberale Italiano               | 90 890    | 3,74      | 0,21      | 2     | 1       |
|                                    | Partito Socialista Democratico Italiano | 52 583    | 2,16      | 0,43      | 1     | 1       |
|                                    | Federazione Comunista di Sciacca (PCI)  | 22 462    | 0,92      | n.d.      | 1     | n.d.    |
|                                    | Comunisti di Ippari (PCI)               | 19 998    | 0,82      | n.d.      | 1     | n.d.    |
|                                    | Lista Napoleone Colajanni (PCI)         | 14 537    | 0,60      | n.d.      | -     | n.d.    |
|                                    | PSDI-PRI                                | 9 407     | 0,39      | n.d.      | -     | n.d.    |
|                                    | Partito Repubblicano Italiano           | 7 536     | 0,31      | n.d.      | -     | n.d.    |
|                                    | Altre liste                             | 4 107     | 0,17      | n.d.      | -     | n.d.    |
|                                    |                                         |           |           |           |       |         |
| Iscritti                           | Iscritti                                | 2 902 397 | 100,00    |           |       |         |
| ↳ Votanti (% su iscritti)          | ↳ Votanti (% su iscritti)               | 2 486 948 | 85,69     | 1,22      |       |         |
| ↳ Voti validi (% su votanti)       | ↳ Voti validi (% su votanti)            | 2 429 220 | 97,68     |           |       |         |
| ↳ Schede non valide (% su votanti) | ↳ Schede non valide (% su votanti)      | 57 728    | 2,32      |           |       |         |
| ↳ Astenuti (% su iscritti)         | ↳ Astenuti (% su iscritti)              | 415 449   | 14,31     |           |       |         |